# 威廉·比尼利奴·洛迪古斯
威廉·比尼利奴·洛迪古斯（William Pinheiro Rodrigues，1989年1月10日—），一般称作威廉，巴西职业足球运动员，现效力于日本職業足球联赛球会京都不死鳥队。